# Boulevard Adrien-Rousseau
Le boulevard Adrien-Rousseau est une voie marseillaise située dans le 11e arrondissement de Marseille. 

## Situation et accès
Cette courte voie démarre route de la Valentine, au lieu-dit Petit Saint-Marcel. Au niveau des voies ferrées de la ligne de Marseille à Vintimille, elle emprunte des escaliers puis une passerelle qui enjambe ces voies et redescend ensuite. Elle passe au-dessus de l’Huveaune et se termine rue des Rimas, dans le village de Saint-Marcel.

## Origine du nom
Le boulevard doit son nom à Adrien Rousseau (1926-1944), mécanicien marseillais tué par les troupes allemandes le 22 août 1944 durant la bataille de Marseille. 

## Historique
Cette voie qui s’appelait auparavant « chemin de la Station » puis « avenue de la Gare ».a été transformé en boulevard et a été classé dans la voirie de Marseille le 9 juillet 1959.
Il prend son nom actuel par délibération du conseil municipal en date du 14 février 1972.

## Bâtiments remarquables et lieux de mémoire
- La gare de Saint-Marcel est située boulevard Adrien-Rousseau